# 威廉·韦恩·维斯特考特
威廉·韦恩·维斯特考特（1848年—1925年）是英格兰的验尸官、表演魔术师、神智主义者、共济会成员。是“英格兰的玫瑰十字社团”（Societas Rosicruciana in Anglia）的高阶人员，职称为Supreme Magus，后来创办了黃金黎明協會。

## 生平
获得了医学博士。1871年加入共济会，三年后获得Master头衔。1879年搬到Hendon，1880年开学学习卡巴拉秘法，参加了英格兰的玫瑰十字社团，当William Robert Woodman去世后担任首席。
1887年与友人创办黄金黎明协会，当时仍然在神智协会中十分活跃。
1910年以验尸官的身份退休，1918年移民到南非，1925年在南非德班去世。